# Doris Auer
Doris Auer, född 10 maj 1971, är en friidrottare från Österrike. Hon deltog vid olympiska sommarspelen 2000.